# Championnats du monde de patinage artistique 2013
Navigation
Mondiaux 2012 Mondiaux 2014
Les Championnats du monde de patinage artistique 2013 ont eu lieu du 11 au 17 mars 2013 au Budweiser Gardens de London au Canada. C'est la première fois que la ville de l'Ontario organise les mondiaux de patinage.

## Qualifications
Les patineurs sont éligibles à l'épreuve s'ils représentent une nation membre de l'Union internationale de patinage (International Skating Union en anglais) et s'ils ont atteint l'âge de 15 ans avant le 1er juillet 2012. Les fédérations nationales sélectionnent leurs patineurs en fonction de leurs propres critères, mais l'Union internationale de patinage exige un score minimum d'éléments techniques (Technical Elements Score en anglais) lors d'une compétition internationale avant les championnats du monde.

### Score minimum d'éléments techniques
L'Union internationale de patinage stipule que les notes minimales doivent être obtenues lors d'une compétition internationale senior reconnue par elle-même au cours de la saison en cours ou précédente. 
| Score minimum d'éléments techniques                                                         | Score minimum d'éléments techniques | Score minimum d'éléments techniques |
| Discipline                                                                                  | Programme court                     | Programme libre                     |
| Messieurs                                                                                   | 32.00                               | 60.00                               |
| Dames                                                                                       | 26.00                               | 46.00                               |
| Couples                                                                                     | 24.00                               | 41.00                               |
| Danse sur glace                                                                             | 29.00                               | 39.00                               |
| ------------------------------------------------------------------------------------------- | ----------------------------------- | ----------------------------------- |
| Les scores des programmes courts et libres peuvent être obtenus à différentes compétitions. |                                     |                                     |

### Nombre d'inscriptions par discipline
Sur la base des résultats des championnats du monde 2012, l'Union internationale de patinage autorise chaque pays à avoir de une à trois inscriptions par discipline.
| Entrées                                                    | Messieurs                                     | Dames                    | Couples                                  | Danse sur glace          |
| ---------------------------------------------------------- | --------------------------------------------- | ------------------------ | ---------------------------------------- | ------------------------ |
| 3                                                          | Canada France Japon                           | Italie Japon Russie      | Chine Russie                             | Canada Russie États-Unis |
| 2                                                          | Tchéquie Italie Kazakhstan Espagne États-Unis | Chine Géorgie États-Unis | Canada Allemagne Italie Japon États-Unis | France Italie            |
| Les pays non listés dans ce tableau ont droit à une entrée |                                               |                          |                                          |                          |

## Podiums
| Épreuves                            | Or                                  | Argent                            | Bronze                              |
| ----------------------------------- | ----------------------------------- | --------------------------------- | ----------------------------------- |
| Messieurs résultats détaillés       | Patrick Chan                        | Denis Ten                         | Javier Fernández                    |
| Dames résultats détaillés           | Kim Yuna                            | Carolina Kostner                  | Mao Asada                           |
| Couples résultats détaillés         | Tatiana Volosozhar / Maksim Trankov | Aljona Savchenko / Robin Szolkowy | Meagan Duhamel / Eric Radford       |
| Danse sur glace résultats détaillés | Meryl Davis / Charlie White         | Tessa Virtue / Scott Moir         | Ekaterina Bobrova / Dmitri Soloviev |

## Tableau des médailles
| Rang  | Nation       | Or | Argent | Bronze | Total |
| ----- | ------------ | -- | ------ | ------ | ----- |
| 1     | Canada       | 1  | 1      | 1      | 3     |
| 2     | Russie       | 1  | 0      | 1      | 2     |
| 3     | Corée du Sud | 1  | 0      | 0      | 1     |
| 3     | États-Unis   | 1  | 0      | 0      | 1     |
| 5     | Allemagne    | 0  | 1      | 0      | 1     |
| 5     | Italie       | 0  | 1      | 0      | 1     |
| 5     | Kazakhstan   | 0  | 1      | 0      | 1     |
| 8     | Espagne      | 0  | 0      | 1      | 1     |
| 8     | Japon        | 0  | 0      | 1      | 1     |
| Total | Total        | 4  | 4      | 4      | 12    |

## Détails des compétitions

### Messieurs

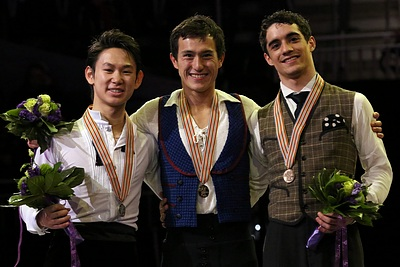
Podium du simple messieurs

| 1                                           | Patrick Chan             | Canada       | 267.78 | 1  | 98.37 | 2  | 169.41 |
| 2                                           | Denis Ten                | Kazakhstan   | 266.48 | 2  | 91.56 | 1  | 174.92 |
| 3                                           | Javier Fernández         | Espagne      | 249.06 | 7  | 80.76 | 4  | 168.30 |
| 4                                           | Yuzuru Hanyu             | Japon        | 244.99 | 9  | 75.94 | 3  | 169.05 |
| 5                                           | Kevin Reynolds           | Canada       | 239.98 | 3  | 85.16 | 7  | 154.82 |
| 6                                           | Daisuke Takahashi        | Japon        | 239.03 | 4  | 84.67 | 8  | 154.36 |
| 7                                           | Max Aaron                | États-Unis   | 238.36 | 8  | 78.20 | 6  | 160.16 |
| 8                                           | Takahito Mura            | Japon        | 234.18 | 11 | 73.46 | 5  | 160.72 |
| 9                                           | Brian Joubert            | France       | 232.26 | 5  | 84.17 | 10 | 148.09 |
| 10                                          | Michal Březina           | Tchéquie     | 229.00 | 6  | 83.09 | 11 | 145.91 |
| 11                                          | Peter Liebers            | Allemagne    | 216.84 | 13 | 71.20 | 12 | 145.64 |
| 12                                          | Florent Amodio           | France       | 216.83 | 10 | 75.73 | 15 | 141.10 |
| 13                                          | Andrei Rogozine          | Canada       | 216.60 | 18 | 67.35 | 9  | 149.25 |
| 14                                          | Ross Miner               | États-Unis   | 211.90 | 14 | 70.24 | 13 | 141.66 |
| 15                                          | Song Nan                 | Chine        | 207.68 | 12 | 73.03 | 18 | 134.65 |
| 16                                          | Misha Ge                 | Ouzbékistan  | 207.50 | 15 | 68.45 | 16 | 139.05 |
| 17                                          | Maksim Kovtun            | Russie       | 207.40 | 19 | 65.85 | 14 | 141.55 |
| 18                                          | Alexander Majorov        | Suède        | 204.29 | 16 | 68.32 | 17 | 135.97 |
| 19                                          | Jorik Hendrickx          | Belgique     | 192.19 | 23 | 62.04 | 19 | 130.15 |
| 20                                          | Viktor Pfeifer           | Autriche     | 189.44 | 21 | 64.10 | 20 | 125.34 |
| 21                                          | Tomáš Verner             | Tchéquie     | 180.50 | 17 | 68.05 | 22 | 112.45 |
| 22                                          | Viktor Romanenkov        | Estonie      | 177.09 | 20 | 65.33 | 23 | 111.76 |
| 23                                          | Yakov Godorozha          | Ukraine      | 174.98 | 24 | 61.88 | 21 | 113.10 |
| 24                                          | Justus Strid             | Danemark     | 165.23 | 22 | 63.25 | 24 | 101.98 |
| Patineurs éliminés après le programme court |                          |              |        |    |       |    |        |
| 25                                          | Maciej Ceplucha          | Pologne      |        | 26 | 60.96 | NC | NC     |
| 26                                          | Kim Jin-seo              | Corée du Sud |        | 27 | 60.75 | NC | NC     |
| 27                                          | Paolo Bacchini           | Italie       |        | 28 | 60.31 | NC | NC     |
| 28                                          | Abzal Rakimgaliev        | Kazakhstan   |        | 29 | 59.14 | NC | NC     |
| 29                                          | Zoltan Kelemen           | Roumanie     |        | 30 | 58.24 | NC | NC     |
| 30                                          | Ronald Lam               | Hong Kong    |        | 31 | 57.94 | NC | NC     |
| 31                                          | Alexei Bychenko          | Israël       |        | 32 | 57.53 | NC | NC     |
| 32                                          | Kim Lucine               | Monaco       |        | 33 | 57.35 | NC | NC     |
| 33                                          | Paul Bonifacio Parkinson | Italie       |        | 34 | 51.54 | NC | NC     |
| 34                                          | Christopher Caluza       | Philippines  |        | 35 | 49.15 | NC | NC     |
| Forfait                                     | Pavel Ignatenko          | Biélorussie  |        | NC | NC    | NC | NC     |

### Dames

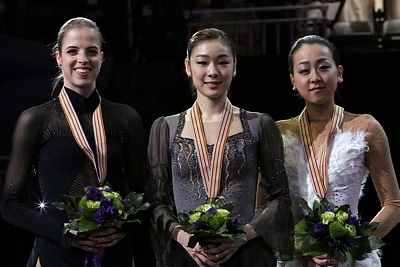
Podium du simple dames

| 1                                             | Kim Yuna               | Corée du Sud | 218.31 | 1  | 69.97 | 1  | 148.34 |
| 2                                             | Carolina Kostner       | Italie       | 197.89 | 2  | 66.86 | 3  | 131.03 |
| 3                                             | Mao Asada              | Japon        | 196.47 | 6  | 62.10 | 2  | 134.37 |
| 4                                             | Kanako Murakami        | Japon        | 189.73 | 3  | 66.64 | 7  | 123.09 |
| 5                                             | Ashley Wagner          | États-Unis   | 187.34 | 5  | 63.98 | 6  | 123.36 |
| 6                                             | Gracie Gold            | États-Unis   | 184.25 | 9  | 58.85 | 5  | 125.40 |
| 7                                             | Zijun Li               | Chine        | 183.85 | 12 | 56.31 | 4  | 127.54 |
| 8                                             | Kaetlyn Osmond         | Canada       | 176.82 | 4  | 64.73 | 10 | 112.09 |
| 9                                             | Adelina Sotnikova      | Russie       | 175.98 | 8  | 59.62 | 9  | 116.36 |
| 10                                            | Elizaveta Tuktamysheva | Russie       | 174.24 | 14 | 54.72 | 8  | 119.52 |
| 11                                            | Maé-Bérénice Meité     | France       | 165.03 | 11 | 56.90 | 11 | 108.13 |
| 12                                            | Akiko Suzuki           | Japon        | 164.59 | 7  | 61.17 | 13 | 103.42 |
| 13                                            | Alena Leonova          | Russie       | 159.06 | 13 | 56.30 | 14 | 102.76 |
| 14                                            | Viktoria Helgesson     | Suède        | 158.80 | 10 | 58.36 | 15 | 100.44 |
| 15                                            | Natalia Popova         | Ukraine      | 155.52 | 17 | 51.67 | 12 | 103.85 |
| 16                                            | Elena Glebova          | Estonie      | 152.49 | 15 | 54.59 | 16 | 97.90  |
| 17                                            | Monika Simancjkova     | Slovaquie    | 149.02 | 19 | 51.18 | 17 | 97.84  |
| 18                                            | Valentina Marchei      | Italie       | 147.23 | 21 | 50.41 | 18 | 96.82  |
| 19                                            | Nathalie Weinzierl     | Allemagne    | 142.48 | 24 | 48.14 | 19 | 94.34  |
| 20                                            | Jenna McCorkell        | Royaume-Uni  | 142.27 | 18 | 51.23 | 21 | 91.04  |
| 21                                            | Brooklee Han           | Australie    | 141.88 | 20 | 50.62 | 20 | 91.26  |
| 22                                            | Sonia Lafuente         | Espagne      | 139.66 | 16 | 52.44 | 23 | 87.22  |
| 23                                            | Kexin Zhang            | Chine        | 137.41 | 23 | 48.80 | 22 | 88.61  |
| 24                                            | Kerstin Frank          | Autriche     | 127.98 | 22 | 49.66 | 24 | 78.32  |
| Patineuses éliminées après le programme court |                        |              |        |    |       |    |        |
| 25                                            | Isadora Williams       | Brésil       |        | 26 | 46.63 | NC | NC     |
| 26                                            | Anita Madsen           | Danemark     |        | 27 | 46.16 | NC | NC     |
| 27                                            | Carol Bressanutti      | Italie       |        | 28 | 44.51 | NC | NC     |
| 28                                            | Kaat Van Daele         | Belgique     |        | 29 | 42.51 | NC | NC     |
| 29                                            | Elene Gedevanishvili   | Géorgie      |        | 30 | 42.40 | NC | NC     |
| 30                                            | Tina Stuerzinger       | Suisse       |        | 31 | 41.36 | NC | NC     |
| 31                                            | Juulia Turkkila        | Finlande     |        | 32 | 40.70 | NC | NC     |
| 32                                            | Anne Line Gjersem      | Norvège      |        | 33 | 38.53 | NC | NC     |
| 33                                            | Inga Januleviciute     | Lituanie     |        | 34 | 36.79 | NC | NC     |
| 34                                            | Patricia Glescic       | Slovénie     |        | 35 | 36.66 | NC | NC     |
| 35                                            | Alina Fjodorova        | Lettonie     |        | 35 | 36.44 | NC | NC     |

### Couples

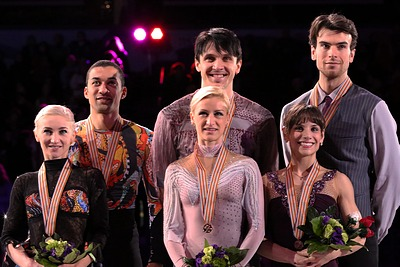
Podium des couples artistiques

| 1                                         | Tatiana Volosozhar / Maksim Trankov     | Russie      | 225.71 | 1  | 75.84 | 1  | 149.87 |
| 2                                         | Aljona Savchenko / Robin Szolkowy       | Allemagne   | 205.56 | 3  | 73.47 | 2  | 132.09 |
| 3                                         | Meagan Duhamel / Eric Radford           | Canada      | 204.56 | 2  | 73.61 | 3  | 130.95 |
| 4                                         | Kirsten Moore-Towers / Dylan Moscovitch | Canada      | 199.50 | 5  | 69.25 | 5  | 130.25 |
| 5                                         | Pang Qing / Tong Jian                   | Chine       | 194.64 | 6  | 63.95 | 4  | 130.69 |
| 6                                         | Yuko Kavaguti / Alexandre Smirnov       | Russie      | 191.59 | 4  | 69.98 | 7  | 121.61 |
| 7                                         | Vera Bazarova / Yuri Larionov           | Russie      | 184.72 | 7  | 61.91 | 6  | 122.81 |
| 8                                         | Vanessa James / Morgan Ciprès           | France      | 180.17 | 8  | 60.98 | 8  | 119.19 |
| 9                                         | Alexa Scimeca / Chris Knierim           | États-Unis  | 173.51 | 12 | 55.73 | 9  | 117.78 |
| 10                                        | Stefania Berton / Ondřej Hotárek        | Italie      | 171.77 | 9  | 59.07 | 10 | 112.70 |
| 11                                        | Peng Cheng / Hao Zhang                  | Chine       | 167.18 | 10 | 58.52 | 11 | 108.66 |
| 12                                        | Sui Wenjing / Han Cong                  | Chine       | 165.89 | 11 | 57.65 | 13 | 108.24 |
| 13                                        | Marissa Castelli / Simon Shnapir        | États-Unis  | 164.00 | 13 | 55.68 | 12 | 108.32 |
| 14                                        | Nicole Della Monica / Matteo Guarise    | Italie      | 136.03 | 15 | 47.82 | 14 | 88.21  |
| 15                                        | Stacey Kemp / David King                | Royaume-Uni | 133.56 | 14 | 48.60 | 16 | 84.96  |
| 16                                        | Mari Vartmann / Aaron van Cleave        | Allemagne   | 133.12 | 16 | 47.36 | 15 | 85.76  |
| Couples éliminés après le programme court |                                         |             |        |    |       |    |        |
| 17                                        | Elizaveta Makarova / Leri Kenchadze     | Bulgarie    |        | 17 | 36.48 | NC | NC     |
| 18                                        | Magdalena Klatka / Radoslaw Chruscinski | Pologne     |        | 18 | 35.44 | NC | NC     |

### Danse sur glace

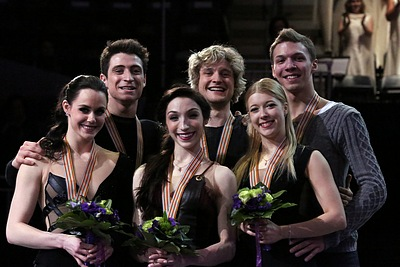
Podium de la danse sur glace.

| 1                                               | Meryl Davis / Charlie White           | États-Unis  | 189.56 | 1  | 77.12 | 1  | 112.44 |
| 2                                               | Tessa Virtue / Scott Moir             | Canada      | 185.04 | 2  | 73.87 | 2  | 111.17 |
| 3                                               | Ekaterina Bobrova / Dmitri Soloviev   | Russie      | 169.19 | 3  | 70.05 | 4  | 99.14  |
| 4                                               | Anna Cappellini / Luca Lanotte        | Italie      | 168.04 | 5  | 67.93 | 3  | 100.11 |
| 5                                               | Kaitlyn Weaver / Andrew Poje          | Canada      | 166.20 | 6  | 67.54 | 5  | 98.66  |
| 6                                               | Nathalie Péchalat / Fabian Bourzat    | France      | 165.60 | 4  | 69.65 | 7  | 95.95  |
| 7                                               | Madison Chock / Evan Bates            | États-Unis  | 163.93 | 7  | 66.74 | 6  | 97.19  |
| 8                                               | Maia Shibutani / Alex Shibutani       | États-Unis  | 157.71 | 8  | 66.14 | 9  | 91.57  |
| 9                                               | Elena Ilinykh / Nikita Katsalapov     | Russie      | 157.52 | 9  | 66.07 | 10 | 91.45  |
| 10                                              | Nelli Zhiganshina / Alexander Gazsi   | Allemagne   | 154.27 | 11 | 60.59 | 8  | 93.68  |
| 11                                              | Ekaterina Riazanova / Ilia Tkachenko  | Russie      | 149.78 | 13 | 59.52 | 11 | 90.26  |
| 12                                              | Pernelle Carron / Lloyd Jones         | France      | 145.98 | 12 | 60.58 | 12 | 85.40  |
| 13                                              | Penny Coomes / Nicholas Buckland      | Royaume-Uni | 145.71 | 10 | 63.66 | 17 | 82.05  |
| 14                                              | Siobhan Heekin-Canedy / Dimitri Dun   | Ukraine     | 141.88 | 14 | 59.20 | 16 | 82.68  |
| 15                                              | Isabella Tobias / Deividas Stagniunas | Lituanie    | 141.64 | 18 | 57.39 | 13 | 84.25  |
| 16                                              | Julia Zlobina / Alexei Sitnikov       | Azerbaïdjan | 141.44 | 17 | 57.80 | 14 | 83.64  |
| 17                                              | Charlene Guignard / Marco Fabbri      | Italie      | 140.95 | 16 | 57.89 | 15 | 83.06  |
| 18                                              | Piper Gilles / Paul Poirier           | Canada      | 140.02 | 15 | 58.61 | 18 | 81.41  |
| 19                                              | Sara Hurtado / Adrià Díaz             | Espagne     | 131.28 | 20 | 53.12 | 19 | 78.16  |
| 20                                              | Cathy Reed / Chris Reed               | Japon       | 129.94 | 19 | 53.95 | 20 | 75.99  |
| Couples de danse éliminés après la danse courte |                                       |             |        |    |       |    |        |
| 21                                              | Lucie Mysliveckova / Neil Brown       | Tchéquie    |        | 21 | 51.82 | NC | NC     |
| 22                                              | Olesia Karmi / Max Lindholm           | Finlande    |        | 22 | 48.06 | NC | NC     |
| 23                                              | Allison Reed / Vasili Rogov           | Israël      |        | 23 | 46.63 | NC | NC     |
| 24                                              | Zsuzsanna Nagy / Mate Fejes           | Hongrie     |        | 24 | 45.60 | NC | NC     |
| 25                                              | Irina Shtork / Taavi Rand             | Estonie     |        | 25 | 45.29 | NC | NC     |
| 26                                              | Frederica Testa / Lukas Csolley       | Slovaquie   |        | 26 | 44.73 | NC | NC     |
| 27                                              | Justyna Plutowska / Peter Gerber      | Pologne     |        | 27 | 44.00 | NC | NC     |
| 28                                              | Alisa Agafonova / Alper Ucar          | Turquie     |        | 28 | 43.98 | NC | NC     |
| 29                                              | Viktoria Kavaliova / Yurii Bieliaiev  | Biélorussie |        | 29 | 32.50 | NC | NC     |